# Николаевский сельсовет (Стерлитамакский район)
Николаевский сельсовет — муниципальное образование в Стерлитамакском районе Башкортостана.
Административный центр — село Николаевка.

## История
Согласно Закону о границах, статусе и административных центрах муниципальных образований в Республике Башкортостан имеет статус сельского поселения.
В 2008 году в состав сельсовета вошёл Преображеновский сельсовет.
Закон Республики Башкортостан от 19.11.2008 № 49-з «Об изменениях в административно-территориальном устройстве Республики Башкортостан в связи с объединением отдельных сельсоветов и передачей населённых пунктов» гласит:

 "Внести следующие изменения в административно-территориальное устройство Республики Башкортостан:
40) по Стерлитамакскому району:

в) объединить Николаевский и Преображеновский сельсоветы с сохранением наименования «Николаевский» с административным центром в селе Николаевка.
Включить деревни Преображеновка, Кунакбаево Преображеновского сельсовета в состав Николаевского сельсовета.
Утвердить границы Николаевского сельсовета согласно представленной схематической карте.
Исключить из учётных данных Преображеновский сельсовет;

## Население
| 2002  | 2009  | 2010  | 2012  | 2013  | 2014  | 2015  |
| ----- | ----- | ----- | ----- | ----- | ----- | ----- |
| 1336  | ↗1416 | ↘1318 | ↘1308 | ↘1302 | ↘1284 | ↗1296 |
| 2016  | 2017  | 2018  |       |       |       |       |
| ↘1280 | ↘1242 | ↘1239 |       |       |       |       |

## Состав сельского поселения
| № | Населённый пункт | Тип населённого пункта       | Население |
| - | ---------------- | ---------------------------- | --------- |
| 1 | Николаевка       | село, административный центр | ↘830      |
| 2 | Преображеновка   | деревня                      | ↘383      |
| 3 | Кунакбаево       | деревня                      | ↘105      |

## Известные уроженцы
- Варламов, Пётр Яковлевич (1897 — 11 марта 1930) — священник Казанско-Богородицкой церкви села Преображеновка, Стерлитамакского кантона (района) БАССР, священномученик Русской православной церкви, расстрелян 11 марта 1930 года в Уфе[18][19].
- Ушаков, Пётр Алексеевич (1922 года — 13 января 1944) — командир миномётного расчёта 267-го гвардейского стрелкового полка 89-й гвардейской стрелковой дивизии 37-й армии Степного фронта, гвардии младший сержант, Герой Советского Союза (1944)[20][21].